# Yoma parvifascia
Yoma parvifascia är en fjärilsart som beskrevs av Rothschild 1915. Yoma parvifascia ingår i släktet Yoma och familjen praktfjärilar. Inga underarter finns listade i Catalogue of Life.